# Magirus 240 L 118
 (août 2025).
La mise en forme du texte ne suit pas les recommandations de Wikipédia : il faut le « wikifier ».
Les points d'amélioration suivants sont les cas les plus fréquents :
- Les titres sont pré-formatés par le logiciel. Ils ne sont ni en capitales, ni en gras.
- Le texte ne doit pas être écrit en capitales (les noms de famille non plus), ni en gras, ni en italique, ni en « petit »…
- Le gras n'est utilisé que pour surligner le titre de l'article dans l'introduction, une seule fois.
- L'italique est rarement utilisé : mots en langue étrangère, titres d'œuvres, noms de bateaux, etc.
- Les citations ne sont pas en italique mais en corps de texte normal. Elles sont entourées par des guillemets français : « et ».
- Les listes à puces sont à éviter, des paragraphes rédigés étant largement préférés. Les tableaux sont à réserver à la présentation de données structurées (résultats, etc.).
- Les appels de note de bas de page (petits chiffres en exposant, introduits par l'outil «  Source ») sont à placer entre la fin de phrase et le point final[comme ça].
- Les liens internes (vers d'autres articles de Wikipédia) sont à choisir avec parcimonie. Créez des liens vers des articles approfondissant le sujet. Les termes génériques sans rapport avec le sujet sont à éviter, ainsi que les répétitions de liens vers un même terme.
- Les liens externes sont à placer uniquement dans une section « Liens externes », à la fin de l'article. Ces liens sont à choisir avec parcimonie suivant les règles définies. Si un lien sert de source à l'article, son insertion dans le texte est à faire par les notes de bas de page.
- La présentation des références doit suivre les conventions bibliographiques. Il est recommandé d'utiliser les modèles {{Ouvrage}}, {{Chapitre}}, {{Article}}, {{Lien web}} et/ou {{Bibliographie}}. Le mode d'édition visuel peut mettre en forme automatiquement les références.
- Insérer une infobox (cadre d'informations à droite) n'est pas obligatoire pour parachever la mise en page.

Pour une aide détaillée, merci de consulter Aide:Wikification.
Si vous pensez que ces points ont été résolus, vous pouvez retirer ce bandeau et améliorer la mise en forme d'un autre article.
 (août 2022).
Si vous disposez d'ouvrages ou d'articles de référence ou si vous connaissez des sites web de qualité traitant du thème abordé ici, merci de compléter l'article en donnant les références utiles à sa vérifiabilité et en les liant à la section « Notes et références ».
Le Magirus-Iveco Ü 80 240 L 118 Turbo est un autobus de type "interurbain" présenté en juin 1982. Il représente le résultat de l'étude de Magirus-Deutz IVECO sur le projet d'autobus national allemand Ü 80.

## Histoire
Au début des années 1980, les compagnies de transport, publiques et privées, ont établi une spécification technique avec l'agrément du ministère fédéral de la Recherche et de la Technologie (BMFT), dans laquelle la conception et les principales dimensions de l'«autobus standard pour les années 1980» étaient spécifiées. Sur la base des exigences du projet d'autobus urbain S 80 et interurbain Ü 80, les constructeurs allemands MAN, Mercedes-Benz, Neoplan et IVECO-Magirus ont développé une série de prototypes qui ont d'abord été utilisés lors de tests qui ont duré deux ans, tests réalisés dans le cadre d'un programme d'essai financé par BMFT, par diverses sociétés de transport.

## Le Magirus-Iveco Ü 80 240 L 118 Turbo
IVECO-Magirus a participé activement au développement du projet Ü 80 et a créé un véhicule innovant avec le prototype Magirus Ü 80 240 L 118 Turbo. Comme chaque constructeur participant au projet, sept prototypes ont pas été construits. Les exemplaires Magirus-Iveco n'ont pas été fabriqués dans l'usine Magirus de Mayence-Mombach, mais proviennent de l'atelier automobile Falkenried GmbH à Hambourg. Mercedes-Benz y a également fait fabriquer ses prototypes Stülb II.
Le Magirus-Iveco Ü 80 240 L 118 Turbo inaugurait un nouveau concept tourné vers l'avenir. En comparant avec les autobus interurbains standards de la première génération, les évolutions les plus frappantes sont la forme angulaire de la carrosserie, très italienne, l'affichage de la destination nettement plus grand, la porte avant à un seul vantail et les vitres latérales collées. D'une longueur de 11.885 mm, il disposait d'un empattement de 6.150 mm. La version standard prévoyait une porte louvoyante à l'avant à un seul vantail de 720 mm de large et, au milieu, une porte louvoyante à deux vantaux laissant un passage libre de 1.250 mm. Une porte plus large à l'avant et une 3e porte après l'essieu moteur étaient proposées en option.
À l'intérieur, le plancher était à 860 mm de hauteur (3 marches), le couloir central s'élevait légèrement vers l'arrière et desservait 14 rangées de sièges. Le 240 L 118 offrait 53 places assises et 47 places debout avec un coffre à bagages, sous le plancher, d'une capacité de 3,5 m³, aménagé entre les essieux. Le poste de conduite offrait, pour la première fois sur un autobus allemand, un volant réglable. 
L'assemblage du plancher était constitué en grande partie de profilés ouverts traités pour être résistants à la rouille. Le poids à vide était de 9,5 tonnes.
Avec ce modèle prototype, il y a eu un important changement de génération au niveau des moteurs. Même si le principe du refroidissement par air est resté fidèle au constructeur, l'ancien moteur V8 diesel de grande cylindrée utilisé dans les modèles Standard I a été remplacé par un moteur six cylindres en ligne suralimenté de 9.572 cm³. Ce moteur Deutz BF 6 L 413 FR était installé transversalement à l'arrière et développait une puissance de 240 ch DIN (177 kW). La boîte de vitesses de base était une ZF S6-80 manuelle à six vitesses mais en option, les boîtes automatiques Voith D 854 et ZF 5 HP 500 étaient proposées. 
Un des points faibles des modèles du programme Ü 80 était la contrainte de devoir démarrer en première pour ne pas trop solliciter la transmission, ce qui n'a pas toujours été respecté, de sorte que les véhicules devaient souvent faire des arrêts en atelier pour réparer la boîte endommagée.
En juin 1982, la Deutsche Bundesbahn - DB a mis en service l'un des sept prototypes du Magirus-Iveco Ü 80 240 L 118 Turbo, dans sa version standard. 
Au début de l'année 1989, le Magirus-Iveco Ü 80 240 L 118 Turbo de la DB a été retiré du service et vendu en France.